# Académie nationale des sciences de la république d'Arménie
Pour les articles homonymes, voir Académie des sciences.
L'Académie nationale des sciences de la république d'Arménie (en arménien Հայաստանի Գիտությունների Ազգային Ակադեմիա ; avant 1993 Académie arménienne des sciences) est la principale institution chargée de la recherche et de la coordination des activités en science et sciences sociales de l'Arménie. Son siège est situé à Erevan mais elle compte également des bureaux à Gyumri, Sevan, Goris, Vanadzor et Kapan. Elle est principalement financée par des fonds publics. L'Académie est fondée le 25 novembre 1943 par des intellectuels arméniens, dont Joseph Orbeli, Stepan Malkhasyants et Viktor Ambartsumian, sur la base de la filiale arménienne de l'Académie des sciences d'URSS, fondée en 1935 et issue de la filiale de l'Académie des sciences d'URSS de Transcaucasie, fondée en 1932 et divisée en 1935 en filiale arménienne, filiale azérie et filiale géorgienne. Orbeli en est président jusqu'en 1947 ; Ambartsumian lui succède jusqu'en 1993, puis est suivi par Fadey Sargsian. Depuis 2006, l'Académie est présidée par Radik Martirosyan.

## Organisation
L'établissement comporte cinq divisions :
1. Mathématiques et sciences techniques ;
2. Physique et astrophysique (dont dépend l'observatoire astrophysique de Byurakan) ;
3. Sciences naturelles ;
4. Arménologie et sciences sociales ;
5. Chimie et sciences de la Terre.